# Federico di Hohenau
Il conte Federico di Hohenau (Albrecht Friedrich Wilhelm Bernhard von Hohenau) (Schloss Albrechtsberg, 21 maggio 1857 – Ochelhermsdorf presso Grünberg, 15 aprile 1914) è stato un nobile tedesco.

## Biografia
Federico (in tedesco Frederick, chiamato anche Fritz) era figlio del secondo matrimonio morganatico del principe Alberto di Prussia (1809-1872), fratello minore dell'imperatore Guglielmo I e del re di Prussia Federico Guglielmo IV, con Rosalia von Rauch (1820-1879), figlia del ministro prussiano della Guerra Gustav von Rauch.
Poiché il matrimonio dei genitori era morganatico, Federico non era membro della Casata degli Hohenzollern.
Dopo la morte della madre, Federico ereditò, assieme al fratello maggiore Guglielmo, il castello di Albrecthsberg (Schloss Albrechtsberg) a Dresda, ove risiedette fino alla morte.
Nel 1901, assieme a Friedrich Botho, un fratello di Filippo, principe di Eulenburg, dovette lasciare il servizio militare di leva prussiano per le sue inclinazioni omosessuali.
Federico fu anche coinvolto nei due maggiori scandali dell'Impero tedesco ai tempi dell'imperatore Guglielmo II: lo scandalo Harden-Eulenburg (anche detto scandalo della Tavola Rotonda) e il cosiddetto Scandalo Kotze, in cui ebbe un ruolo assieme a sua moglie.

## Famiglia
Federico si sposò il 21 giugno 1881 a Berbisdorf con Charlotte von der Decken (1863–1933), dalla quale ebbe i seguenti figli:
1. Albrecht (1882–1966)
  1. ∞ 1911 contessa Elisabeth Buturlina (1890–1919)
  2. ∞ 1920 Christa Edle Manussi von Montesole (1894–1971)
2. Wilhelm (1884–1957)
  1. ∞ 1916 contessa Anna Henckel von Donnersmarck (1894–1946)
  2. ∞ 1932 Ellen Retemaier (nata nel 1899)
3. Friedrich Karl (1895–1929)
  1. ∞ 1923 Edith Schröder (1890–1976)
4. Friedrich Franz (1896–1918), caduto in guerra

## Ascendenza
|                                   |   |                                           | Genitori                                               |  |  | Nonni |  |  | Bisnonni                         |  |  | Trisnonni                    |  |
|                                   |   |                                           |                                                        |  |  |       |  |  | Federico Guglielmo II di Prussia |  |  | Augusto Guglielmo di Prussia |  |
|                                   |   |                                           |                                                        |  |  |       |  |  | Federico Guglielmo II di Prussia |  |  | Augusto Guglielmo di Prussia |  |
|                                   |   | Luisa Amalia di Brunswick-Wolfenbüttel    |                                                        |  |  |       |  |  | Federico Guglielmo II di Prussia |  |  |                              |  |
| Federico Guglielmo III di Prussia |   |                                           |                                                        |  |  |       |  |  | Federico Guglielmo II di Prussia |  |  |                              |  |
|                                   |   | Federica Luisa d'Assia-Darmstadt          | Luigi IX d'Assia-Darmstadt                             |  |  |       |  |  |                                  |  |  |                              |  |
|                                   |   | Federica Luisa d'Assia-Darmstadt          | Luigi IX d'Assia-Darmstadt                             |  |  |       |  |  |                                  |  |  |                              |  |
|                                   |   | Federica Luisa d'Assia-Darmstadt          | Carolina del Palatinato-Zweibrücken-Birkenfeld         |  |  |       |  |  |                                  |  |  |                              |  |
| Alberto di Prussia                |   | Federica Luisa d'Assia-Darmstadt          |                                                        |  |  |       |  |  |                                  |  |  |                              |  |
|                                   |   | Carlo II di Meclemburgo-Strelitz          | Carlo Ludovico Federico di Meclemburgo-Strelitz        |  |  |       |  |  |                                  |  |  |                              |  |
|                                   |   | Carlo II di Meclemburgo-Strelitz          | Carlo Ludovico Federico di Meclemburgo-Strelitz        |  |  |       |  |  |                                  |  |  |                              |  |
|                                   |   | Carlo II di Meclemburgo-Strelitz          | Elisabetta Albertina di Sassonia-Hildburghausen        |  |  |       |  |  |                                  |  |  |                              |  |
| Luisa di Meclemburgo-Strelitz     |   | Carlo II di Meclemburgo-Strelitz          |                                                        |  |  |       |  |  |                                  |  |  |                              |  |
|                                   |   | Federica Carolina Luisa d'Assia-Darmstadt | Giorgio Guglielmo d'Assia-Darmstadt                    |  |  |       |  |  |                                  |  |  |                              |  |
|                                   |   | Federica Carolina Luisa d'Assia-Darmstadt | Giorgio Guglielmo d'Assia-Darmstadt                    |  |  |       |  |  |                                  |  |  |                              |  |
|                                   |   | Federica Carolina Luisa d'Assia-Darmstadt | Maria Luisa Albertina di Leiningen-Dagsburg-Falkenburg |  |  |       |  |  |                                  |  |  |                              |  |
| Federico di Hohenau               |   | Federica Carolina Luisa d'Assia-Darmstadt |                                                        |  |  |       |  |  |                                  |  |  |                              |  |
|                                   | … | …                                         |                                                        |  |  |       |  |  |                                  |  |  |                              |  |
|                                   | … | …                                         |                                                        |  |  |       |  |  |                                  |  |  |                              |  |
|                                   | … | …                                         |                                                        |  |  |       |  |  |                                  |  |  |                              |  |
| Gustav von Rauch                  | … |                                           |                                                        |  |  |       |  |  |                                  |  |  |                              |  |
|                                   |   | …                                         | …                                                      |  |  |       |  |  |                                  |  |  |                              |  |
|                                   |   | …                                         | …                                                      |  |  |       |  |  |                                  |  |  |                              |  |
|                                   |   | …                                         | …                                                      |  |  |       |  |  |                                  |  |  |                              |  |
| Rosalia von Rauch                 |   | …                                         |                                                        |  |  |       |  |  |                                  |  |  |                              |  |
|                                   |   | …                                         | …                                                      |  |  |       |  |  |                                  |  |  |                              |  |
|                                   |   | …                                         | …                                                      |  |  |       |  |  |                                  |  |  |                              |  |
|                                   |   | …                                         | …                                                      |  |  |       |  |  |                                  |  |  |                              |  |
| Rosalia Holtzendorff              |   | …                                         |                                                        |  |  |       |  |  |                                  |  |  |                              |  |
|                                   |   | …                                         | …                                                      |  |  |       |  |  |                                  |  |  |                              |  |
|                                   |   | …                                         | …                                                      |  |  |       |  |  |                                  |  |  |                              |  |
|                                   |   | …                                         | …                                                      |  |  |       |  |  |                                  |  |  |                              |  |
|                                   |   | …                                         |                                                        |  |  |       |  |  |                                  |  |  |                              |  |